# Митчелл, Карлайл
Карлайл Деон Митчелл (англ. Carlyle Deon Mitchell, род. 8 августа 1987 года, Арима, Тринидад и Тобаго) — тринидадский футболист, защитник сборной Тринидада и Тобаго.

## Карьера

### Клубная
Начинал свою карьеру в тринидадском первенстве. Первым его клубом был «Джо Паблик», с котором он побеждал в первенстве и кубке страны. В сентябре 2011 года Митчелл переехал в Канаду, где подписал контракт с командой «Ванкувер Уайткэпс», выступающей в MLS. За неё он выступал до ноября 2014 года. В 2013 году защитник непродолжительное время находился в аренде в «Эдмонтоне». В декабре 2014 года Карлайл подписал контракт с южно-корейским клубом «Сеул И-Лэнд». В феврале 2018 года в качестве свободного агента присоединился к тринидадскому клубу «Сентрал». Однако, в том же месяце вместе со своим соотечественником Натаном Льюисом Митчелл перешёл в американский клуб лиги USL «Инди Илевен». В 2019 году вернулся на родину, присоединившись к клубу «Терминикс Ла-Хоркетта Рейнджерс».

### В сборной
За сборную Тринидада и Тобаго Карлайл Митчелл дебютировал 8 ноября 2010 года в товарищеском матче против сборной Ямайки После этого защитник стал регулярно вызываться в национальную команду.
Митчелл был включён в состав сборной Тринидада и Тобаго на Золотой кубок КОНКАКАФ 2019.

## Достижения

### Международные
- Финалист Клубного чемпионата КФС (1): 2010

### Национальные
- Чемпион Тринидада и Тобаго (1): 2009
- Обладатель Кубка Тринидада и Тобаго (1): 2009.